# Nanhu Shuiku
Nanhu Shuiku (kinesiska: 南湖水库) är en reservoar i Kina. Den ligger i den autonoma regionen Xinjiang, i den nordvästra delen av landet, omkring 490 kilometer öster om regionhuvudstaden Ürümqi. Nanhu Shuiku ligger 620 meter över havet. Arean är 1,8 kvadratkilometer. Trakten runt Nanhu Shuiku är ofruktbar med lite eller ingen växtlighet. Den sträcker sig 1,7 kilometer i nord-sydlig riktning, och 1,6 kilometer i öst-västlig riktning.
Genomsnittlig årsnederbörd är 90 millimeter. Den regnigaste månaden är juni, med i genomsnitt 28 mm nederbörd, och den torraste är mars, med 1 mm nederbörd.